# 3365 Recogne
3365 Recogne eller 1985 CG2 är en asteroid i huvudbältet som upptäcktes den 13 februari 1985 av den belgiske astronomen Henri Debehogne vid La Silla-observatoriet. Den är uppkallad efter Recogne i Belgien.
Asteroiden har en diameter på ungefär 17 kilometer.